# Geinnodatjávrrit (södra)
Geinnodatjávrrit och Geinnodatjávrrit (norra) är sjöar i Finland. De ligger i kommunen Utsjoki i landskapet Lappland, i den norra delen av landet, 1 100 km norr om huvudstaden Helsingfors. Geinnodatjávrrit ligger 300,1 meter över havet. Omgivningarna runt Geinnodatjávrrit är i huvudsak ett öppet busklandskap. Arean är 24,3 hektar och strandlinjen är 3,07 kilometer lång. Sjön  ingår i Tana älvs huvudavrinningsområde. 